# FC Petržalka 1898
FC Petržalka 1898 ist ein slowakischer Fußballverein aus Bratislava, der Verein ist im Stadtteil Petržalka (dt. Engerau) beheimatet und trägt die Vereinsfarben Grün-Schwarz-Weiß. Petržalka ist einer der traditionsreichsten Fußballvereine der Slowakei.

## Geschichte
Der Vorgängerverein von Artmedia wurde Ende des 19. Jahrhunderts gegründet, damals gehörte der Klub zu den stärksten in Ungarn. Während des Zweiten Weltkrieges gehörte das damals noch unabhängige Dorf Petržalka als Engerau zum Dritten Reich. Später spielte der Klub zwei Jahre in der ersten tschechoslowakischen Liga.
Die größten Erfolge erreichte die Mannschaft im Jahr 2005 mit dem Meistertitel in der slowakischen Corgoň liga und dem Einzug in die Hauptrunde der UEFA Champions League. Artmedia war einer der zwei Clubs, die es aus der ersten Runde der Qualifikation zur Champions League 2005/06 in die Gruppenphase schafften. Der andere Verein war der Vorjahressieger, der FC Liverpool.
Artmedia sorgte in der Gruppenphase für eine große Überraschung, als die Mannschaft am 28. September 2005 einen 2:0-Rückstand aufholte und im Estádio do Dragão mit 3:2 gegen den Champions-League-Sieger von 2003/04, den FC Porto, gewann.
Im Juni 2009 änderte der Klub seinen Namen von FC Artmedia Petržalka in MFK Petržalka. 2010 stieg der Klub aus der Corgoň liga ab und wurde in FC Petržalka 1898 umbenannt.

## Erfolge
- Slowakischer Meister: 2005 und 2008
- Slowakischer Pokalsieger: 2004 und 2008
- Slowakischer Supercupsieger: 2005
- Hauptrunde der UEFA Champions League: 2005

## Europapokalbilanz
| Saison  | Wettbewerb            | Runde                  | Gegner                | Gesamt          | Hin     | Rück          |
| ------- | --------------------- | ---------------------- | --------------------- | --------------- | ------- | ------------- |
| 2003/04 | UEFA-Pokal            | Qualifikation          | F91 Düdelingen        | 2:0             | 1:0 (H) | 1:0 (A)       |
| 2003/04 | UEFA-Pokal            | 1. Runde               | Girondins Bordeaux    | 2:3             | 1:2 (A) | 1:1 (H)       |
| 2004/05 | UEFA-Pokal            | 2. Qualifikationsrunde | Dnipro Dnipropetrowsk | 1:4             | 0:3 (H) | 1:1 (A)       |
| 2005/06 | UEFA Champions League | 1. Qualifikationsrunde | FK Qairat Almaty      | 4:3             | 0:2 (A) | 4:1 n. V. (H) |
| 2005/06 | UEFA Champions League | 2. Qualifikationsrunde | Celtic Glasgow        | 5:4             | 5:0 (H) | 0:4 (A)       |
| 2005/06 | UEFA Champions League | 3. Qualifikationsrunde | FK Partizan Belgrad   | 0:0 (4:3 i. E.) | 0:0 (H) | 0:0 n. V. (A) |
| 2005/06 | UEFA Champions League | Gruppenphase           | Inter Mailand         | 0:5             | 0:1 (H) | 0:4 (A)       |
| 2005/06 | UEFA Champions League | Gruppenphase           | FC Porto              | 3:2             | 3:2 (A) | 0:0 (H)       |
| 2005/06 | UEFA Champions League | Gruppenphase           | Glasgow Rangers       | 2:2             | 0:0 (A) | 2:2 (H)       |
| 2005/06 | UEFA-Pokal            | Sechzehntelfinale      | Lewski Sofia          | 0:3             | 0:1 (H) | 0:2 (A)       |
| 2006/07 | UEFA-Pokal            | 1. Qualifikationsrunde | WIT Georgia Tiflis    | 3:2             | 2:0 (H) | 1:2 (A)       |
| 2006/07 | UEFA-Pokal            | 2. Qualifikationsrunde | FK Dinamo Minsk       | 5:3             | 2:1 (H) | 3:2 (A)       |
| 2006/07 | UEFA-Pokal            | 1. Runde               | Espanyol Barcelona    | 3:5             | 2:2 (H) | 1:3 (A)       |
| 2007/08 | UEFA-Pokal            | 1. Qualifikationsrunde | Zimbru Chișinău       | (a)3:3(a)       | 1:1 (H) | 2:2 (A)       |
| 2007/08 | UEFA-Pokal            | 2. Qualifikationsrunde | MIKA Aschtarak        | 3:2             | 1:2 (A) | 2:0 (H)       |
| 2007/08 | UEFA-Pokal            | 1. Runde               | Panathinaikos Athen   | 1:5             | 1:2 (H) | 0:3 (A)       |
| 2008/09 | UEFA Champions League | 1. Qualifikationsrunde | FC Valletta           | 3:0             | 2:0 (A) | 1:0 (H)       |
| 2008/09 | UEFA Champions League | 2. Qualifikationsrunde | Tampere United        | 7:3             | 3:1 (A) | 4:2 (H)       |
| 2008/09 | UEFA Champions League | 3. Qualifikationsrunde | Juventus Turin        | 1:5             | 0:4 (A) | 1:1 (H)       |
| 2008/09 | UEFA-Pokal            | 1. Runde               | Sporting Braga        | 0:6             | 0:4 (A) | 0:2 (H)       |

Gesamtbilanz: 40 Spiele, 13 Siege, 11 Unentschieden, 16 Niederlagen, 48:60 Tore (Tordifferenz −12)

## Trainer
- Vladimír Weiss (2000–2006, 2007–2008)
- Dušan Galis (2000–2002)
- Jozef Adamec (2006–2007)

## Spieler
- Juraj Čobej (1998–1999, 2000–2008)
- Balázs Borbély (2000–2007)
- Vladimír Kinder (2001–2003)
- Ján Kozák junior (2003–2005, 2006–2009)
- Filip Šebo (2004–2005)
- Juraj Halenár (2005–2008)
- Marián Čišovský (2006–2008)
- Tomáš Oravec (2006–2008)
- Ľubomír Reiter (2006–2008)

## Ehemalige Logos des Vereins
| Logo 1976–1986                   | Logo 1993–2004 & 2007–2009                        | Logo 2004–2007                         |
| Logo 1976–1986: TJ ZŤS Petržalka | Logo 1993–2004 & 2007–2009: FC Artmedia Petržalka | Logo 2004–2007: FC Artmedia Bratislava |

## Vereinsnamen
- 1899–1939 Pozsonyi Torna Egyesület
- 1945–1974 Spartak Sklostroj
- 1974–1976 SKS Petržalka
- 1976–1986 ZŤS Petržalka
- 1986–1990 fusioniert mit Inter Bratislava
- 1991–1993 1. FC Petržalka
- 1993–2004 FC Artmedia Petržalka
- 2004–2007 FC Artmedia Bratislava
- 2007–2009 FC Artmedia Petržalka
- 2009–2010 MFK Petržalka
- 2010–0000 FC Petržalka 1898